# Günther Kräupl
Günther Kräupl (* 19. Juni 1942 in Totzau) ist ein deutscher Jurist.

## Leben
Nach der Promotion in Jena am  26. Juni 1968 und Promotion B an der Universität Jena 1975 wurde er dort 1978 Professor für Kriminologie, Jugendstrafrecht und Strafvollzug.

## Schriften (Auswahl)
- mit Lothar Reuter: Nach der Strafe. Wiedereingliederung in die Gesellschaft. Leipzig 1987, ISBN 3-332-00098-5.
- mit Heike Ludwig: Wandel kommunaler Lebenslagen, Kriminalität und Sanktionserwartungen. Bevölkerungsbefragung in einer städtischen Region Thüringens 1991/92. (Jenaer Kriminalitätsbefragung). Freiburg im Breisgau 1993, ISBN 3-86113-011-4.
- mit Heike Ludwig: Wahrnehmung von Kriminalität und Sanktionen im Kontext gesellschaftlicher Transformation. Theoretische Reflexion und Ergebnisse von Kriminalitätsbefragungen in Thüringen. Freiburg im Breisgau 2000, ISBN 3-86113-036-X.
- mit Heike Ludwig: Viktimisierung, Sanktionen und Strafverfolgung. Jenaer Kriminalitätsbefragung über ein Jahrzehnt gesellschaftlicher Transformation. Mönchengladbach 2005, ISBN 3-936999-08-2.

| Personendaten    | Personendaten    |
| ---------------- | ---------------- |
| NAME             | Kräupl, Günther  |
| KURZBESCHREIBUNG | deutscher Jurist |
| GEBURTSDATUM     | 19. Juni 1942    |
| GEBURTSORT       | Totzau           |